# Ptinella propria
Ptinella propria es una especie de escarabajo del género Ptinella, tribu Ptinellini, familia Ptiliidae. Fue descrita científicamente por Broun en 1893.

## Descripción
Mide 1,12-1,28 milímetros de longitud.

## Distribución
Se distribuye por Nueva Zelanda.